# Vincenzo Cersosimo
Vincenzo Cersosimo (Cassano all'Ionio, 1900 – Ausonia, 1969) è stato un magistrato italiano, giudice del Tribunale speciale per la difesa dello Stato fascista dal 1931 al 1943 e magistrato del Tribunale rivoluzionario di Verona dal 1943 al 1945, appartenente alla Repubblica Sociale Italiana.
Fu giudice istruttore durante il Processo di Verona e il Processo degli ammiragli nel 1944.

## Biografia
Dall'aprile 1921 entrò a far parte delle camicie nere, partecipando alla Marcia su Roma.  Laureatosi in legge entrò a far parte dal 1º agosto 1931 del Tribunale speciale fascista conquistandosi fama di abile giudice istruttore.
Dopo il 25 luglio 1943 e lo scioglimento del Tribunale speciale gli venne affidato il compito di curare il trasferimento degli incartamenti negli archivi del Tribunale militare. Nell'ottobre 1943 aderì alla Repubblica Sociale Italiana e nel 1944 venne incaricato in veste di giudice istruttore di raccogliere le prove per imbastire il processo di Verona contro Galeazzo Ciano, Emilio De Bono, Tullio Cianetti, Giovanni Marinelli, Carlo Pareschi e Luciano Gottardi che avevano votato l'ordine del giorno a firma di Dino Grandi il 25 luglio 1943. Successivamente organizzò il Processo degli ammiragli contro i promotori della resistenza antitedesca nell'Egeo. Il processo si concluse con la fucilazione di Inigo Campioni e Luigi Mascherpa.
Arrestato nel dopoguerra fruì della Amnistia Togliatti. Nel 1949 pubblicò un memoriale sul processo di Verona.
Il figlio Manlio Cersosimo viene ritenuto il primo pornodivo italiano. 

## Opere
- Dall'istruttoria alla fucilazione: storia del processo di Verona, Milano, Garzanti, 1949.